# 1906 w nauce

## Urodzili się
- 11 stycznia – Albert Hofmann, szwajcarski chemik (zm. 2008)
- 16 marca – Francisco Ayala, hiszpański pisarz, krytyk, socjolog (zm. 2009)
- 28 kwietnia
  - Kurt Gödel, austriacki logik i matematyk (zm. 1978)
  - Bart Bok, holenderski astrofizyk (zm. 1983)
- 4 czerwca – Tadeusz Wacław Korzybski, polski biochemik (zm. 2002)
- 17 czerwca – Feliks Gross, socjolog (zm. 2006)
- 9 grudnia – Grace Hopper, amerykańska pionierka informatyki (zm. 1992)
- 25 grudnia – Ernst Ruska – fizyk niemiecki (zm. 1988)

## Zmarli
- 13 stycznia – Aleksandr Popow, rosyjski fizyk (ur. 1859)
- 19 kwietnia – Pierre Curie, fizyk francuski (ur. 1859)
- 14 sierpnia – Daniel Wesson, amerykański wynalazca i konstruktor broni strzeleckiej (ur. 1825)
- 5 września – Ludwig Boltzmann, fizyk austriacki (ur. 1844)
- 11 listopada – Theodor Vogt, niemiecko-austriacki profesor pedagogiki (ur. 1835)

## Nauki przyrodnicze i ścisłe

### Fizyka
- sformułowanie równania Langevina

## Nagrody Nobla
- Fizyka – Joseph John Thomson
- Chemia – Henri Moissan
- Medycyna – Camillo Golgi, Santiago Ramón y Cajal